# Fabbrica automatica
Per fabbrica automatica si intende l'impianto manifatturiero capace di funzionare senza l'ausilio dell'uomo, in maniera completamente automatica, tramite macchine utensili a controllo computerizzato (CNC) e robot industriali per le lavorazioni e per la movimentazione dei pezzi (AGV automated guided vehicles).

## Automazione nei sistemi manifatturieri ad asportazione di truciolo
Nell'industria manifatturiera, nello specifico esempio riportato in quella ad asportazione di truciolo, risulta necessario per la massimizzazione del profitto, ottimizzare il ciclo produttivo andando ad analizzare opportuni parametri. Nello specifico quelli maggiormente utilizzati in sede di ottimizzazione sono la velocità di taglio v, la profondità di passata p e l'avanzamento a. Questi tre parametri descrivono in modo esaustivo tutte le principali lavorazioni tornitura, foratura, fresatura, ...

### Parametri di lavorazione
- La velocità di taglio v (m/min) - o in alternativa il numero di giri n (giri/min) - è la velocità con cui ruota l'utensile che approccia al pezzo (p.e. foratura e fresatura) o il pezzo (tornitura).
- L'avanzamento (mm/giro) rappresenta il passo che "avanza" ad ogni giro del mandrino durante la lavorazione.
- La profondità di passata (mm) rappresenta la profondità del truciolo asportato.

Per rendere la cosa più chiara si pensi ad una tornitura longitudinale (quando si ha un cilindro di dimensione D e la si vuole ridurre a d): in tal caso il pezzo è calettato al torni e ruota con velocità di taglio v, la semidifferenza tra i due diametri rappresenta la profondità di passata p, e la quantità di spazio che viene lavorato lungo la sezione longitudinale del pezzo per giro è l'avanzamento a.

### Strategie di ottimizzazione
Nel momento in cui si ottimizza il processo produttivo si possono analizzare due diverse configurazioni (opposte): l'ottimizzazione secondo un criterio di massima economia e l'ottimizzazione secondo un criterio di massima produttività. Il primo caso si riferisce ad un processo produttivo che minimizza i costi di produzione, il secondo si riferisce ad un processo produttivo che minimizza i tempi di produzione.

#### Lavorazioni Monopasso
La lavorazione monopasso ottimizza la velocità di taglio, note profondità di passata e avanzamento. Una volta definite due funzioni (una di costo unitario e una di tempo unitario di produzione) si derivano (rispetto a V) e vengono eguagliate a 0. Il valore di V che annulla la derivata del costo unitario viene detta velocità economica di taglio Ve, altresì il valore di V che annulla la derivata del tempo unitario di produzione viene detta velocità di massima produttività Vp. Queste velocità rappresentano quindi gli ottimi secondo i due criteri di cui sopra.

#### Lavorazioni Combinate
La lavorazione combinata ottimizza velocità di taglio e avanzamento. Nello specifico un'ottimizzazione senza vincoli porta come soluzione ottima v=0 e a=infinita. Fisicamente impossibile! Per trovare una soluzione ottima occorre ottimizzare su un insieme ammissibile ottenuto inserendo opportuni vincoli sul sistema. Tipici vincoli sono quelli sulla potenza, sulla finitura teorica del pezzo, sulle possibili scelte di velocità al mandrino, sulle possibili scelte di velocità di avanzamento.

#### Lavorazioni Multipasso
La lavorazione multipasso ottimizza tutti i parametri. Il problema è difficile da approcciare in senso sistematico analogo ai precedenti casi. In questo caso in primo momento si discretizzano le possibili profondità di passata in unità semplici, poi per ogni possibile combinazione di profondità di passata si calcola il costo (o il tempo) all'ottimo ottenendo così una tabella che per colonne ha le profondità di passata e per righe l'unità semplice (nello specifico le righe rappresentano la distanza dal diametro finale): ogni casella contiene il relativo costo (o tempo) ottimo. La Multipasso si ottimizza sfruttando il criterio di Bellman: calcolando gli ottimi locali, il cammino minimo tra passata nulla e passata massima che tocca gli ottimi locali è un ottimo globale.

#### Lavorazioni Multistadio
Le lavorazioni multistadio sono la massima espressione dell'ottimizzazione di una fabbrica automatica per quel che concerne la flessibilità. Si conoscano le macchine (ordine) di cui ha bisogno un pezzo durante una lavorazione da grezzo a prodotto finale. Allora è possibile ottimizzare ognuna delle macchine secondo l'algoritmo di lavorazione monopasso modificato per sistemi con collo di bottiglia. I criteri sono i soliti: massima economia, massima produttività. Si procede come segue: noti per ogni macchina a e p si calcolano Vek (Vpk) velocità economica del collo di bottiglia (velocità di massima produttività del collo di bottiglia) e Tek (Tpk) tempo di lavorazione economica unitario del collo di bottiglia (tempo di lavorazione di massima produttività unitario del collo di bottiglia). Noti i vettori Vek, Tek (Vpk, Tpk) si identifica il collo di bottiglia definito come la macchina che all'ottimo impiega più tempo ad espletare la sua lavorazione. Trovata questa si isola e per tutte le altre si applica una ottimizzazione monopasso di tipo economica. (n.b. le formule all'ottimo per il collo di bottiglia delineate con il pedice k sono diverse dalle formule all'ottimo per il monopasso definite nei precedenti paragrafi)